# Grünbach, Sachsen
Grünbach är en kommun och ort i Vogtlandkreis i förbundslandet Sachsen i Tyskland. Kommunen har cirka 1 700 invånare.
Kommunen ingår i förvaltningsområdet Falkenstein tillsammans med kommunerna Falkenstein/Vogtl. och Neustadt/Vogtl..